# Antoni Sanojca

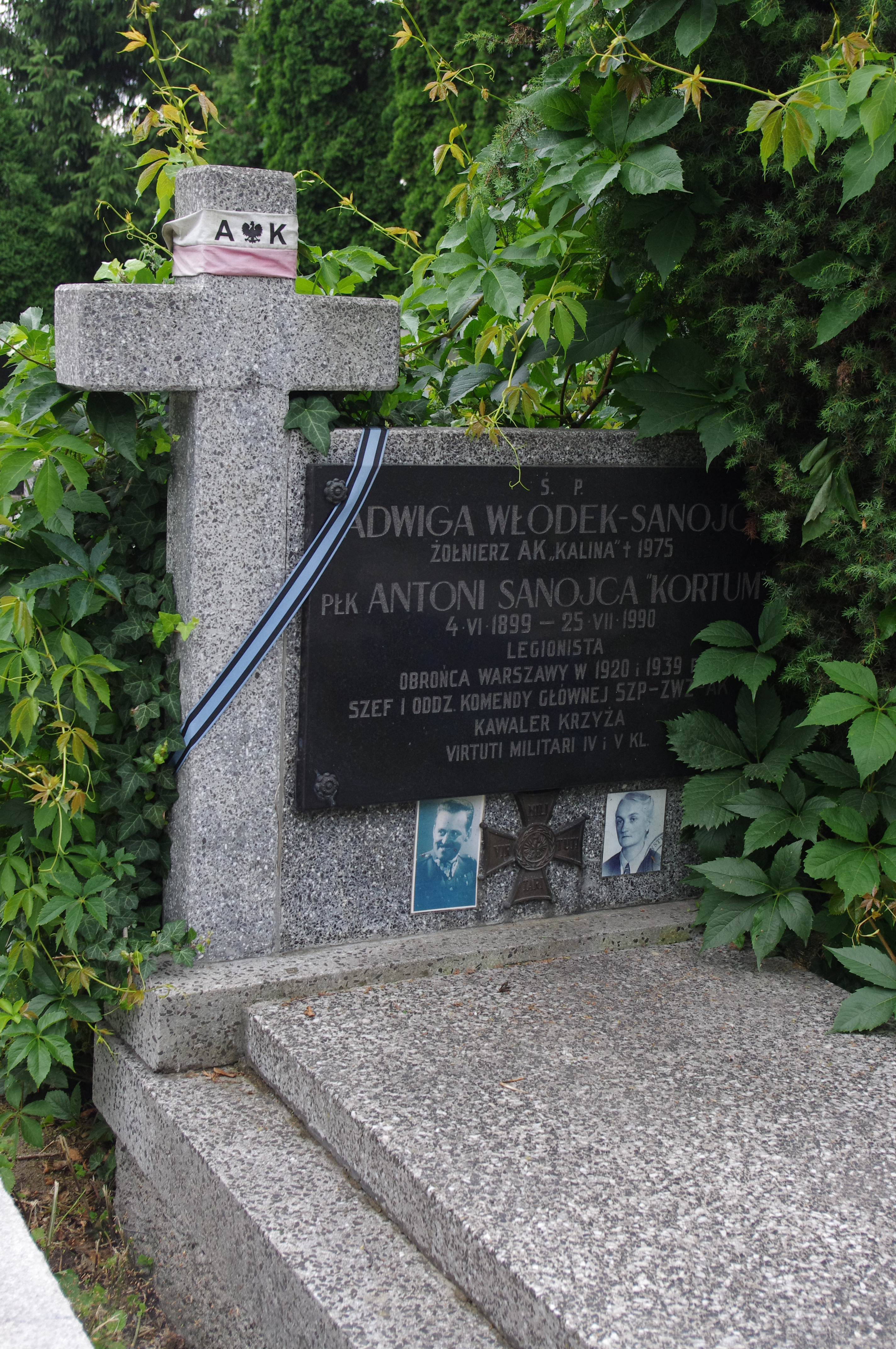
Grób pułkownika Antoniego Sanojcy na cmentarzu Wojskowym na Powązkach w Warszawie

Antoni Stanisław Marian, ps. Cis, Knapik, Kortum, Marian, Skaleń (ur. 4 czerwca 1899 w Rzeszowie, zm. 25 lipca 1990 w Warszawie) – polski pułkownik piechoty Wojska Polskiego, oficer Komendy Głównej Armii Krajowej, w powstaniu warszawskim zastępca dowódcy Grupy „Północ”, kawaler Orderu Virtuti Militari.

## Życiorys
Syn Józefa, i Marii z Szulców. Ojciec był nauczycielem łaciny i greki w gimnazjum, matka pochodziła z gdańskiej rodziny kupieckiej. Od 1910  C. K. VII Gimnazjum we Lwowie, gdzie w 1903 przenieśli się jego rodzice, ukończył sześć klas.
W czerwcu 1915 uciekł z gimnazjum i 15 lipca wstąpił w Piotrkowie do Legionów Polskich. Służył w 9 kompanii III batalionu 6 pułku piechoty. Walczył nad Stochodem i Styrem i w bitwie pod Kostiuchnówką. Od maja 1916 kapral. W sierpniu 1916 ciężko kontuzjowany, leczył się przez 3 miesiące. Na przełomie 1916/1917 ukończył kurs oficerski w Dęblinie. Po kryzysie przysięgowym od listopada 1917 wcielony do armii austriackiej. Służył w stopniu kaprala w 18 batalionie strzelców w północnych Węgrzech i na Ukrainie. Od 1918 działał w POW, 15 lipca 1918 zdezerterował z austriackiej armii i przez ponad miesiąc działał w POW w Kijowie, potem został delegowany do 4 Dywizji Strzelców Polskich jako instruktor. Od 1919 był dowódcą plutonu w 13 pułku strzelców polskich, biorąc udział w walkach z Armią Czerwoną w Odessie i Besarabii. W czerwcu 1919 wrócił z 4 Dywizją do kraju. W lipcu został adiutantem II batalionu 28 pułku Strzelców Kaniowskich. Uczestnik wojny polsko-ukraińskiej, potem wojny polsko-sowieckiej m.in. na Wileńszczyźnie, pod Grodnem, na Mazowszu m.in. w obronie Warszawy i na Wołyniu. Od 1920 pełnił funkcję adiutanta w XIX Brygadzie Piechoty.
W czerwcu 1921 zdał maturę w IV Państwowym Gimnazjum im. Jana Długosza we Lwowie, w listopadzie 1921 został skierowany na studia na Wydziale Rolniczo-Leśnym Politechniki Lwowskiej, którą ukończył w 1926, otrzymując tytuł inżyniera. Od 1926 służył kolejno w 23 pułku piechoty, w sztabie DOK II Lublin na stanowisku referenta mobilizacyjnego, od lipca 1927 był dowódcą kompanii, potem adiutantem 26 pułku piechoty. W styczniu 1929 mianowano go oficerem ordynansowym dowódcy DOK VI Lwów, a we wrześniu 1930 kierownikiem referatu lasów w sztabie DOK IX Brześć nad Bugiem. 15 kwietnia 1932 objął stanowisko kierownika referatu budownictwa sportowego Państwowego Urzędu Wychowania Fizycznego i Przysposobienia Wojskowego. Następnie ukończył kurs oficerów sztabowych w Centrum Wyszkolenia Piechoty w Rembertowie. Z dniem 25 listopada 1933 przeniesiono go do 26 pułku piechoty, od 1936 dowodził batalionem 78 pułku piechoty, zaś od 1938 batalionem 40 pułku piechoty Dzieci Lwowskich.
We wrześniu 1939, w stopniu majora, dowodził III batalionem 40 pułku piechoty biorąc udział w obronie Warszawy na odcinku „Wola”.
Od września 1939 uczestniczył w konspiracji. Od października 1939 do lipca 1944 był szefem Oddziału I (Organizacyjnego) Komendy Głównej Związku Walki Zbrojnej-Armii Krajowej. Od 1940 awansowany do stopnia podpułkownika. Od lipca 1944 pełnił funkcję zastępcy szefa sztabu KG AK ds. organizacyjnych. W trakcie powstania warszawskiego pełnił funkcje zastępcy dowódcy Grupy AK „Północ”. 9 sierpnia został ciężko ranny w rękę i w nogę w walkach na Starówce. Od 28 września 1944 awansowany do stopnia pułkownika i odznaczony przez Naczelnego Wodza Złotym Krzyżem Orderu Virtuti Militari z uzasadnieniem „za całokształt bardzo wydatnej pięcioletniej pracy konspiracyjnej na najbardziej eksponowanym kierowniczym stanowisku i dzielną postawę żołnierską w walkach powstańczych”. Po powstaniu w niewoli niemieckiej w Oflagu II C Woldenberg.
Po uwolnieniu i powrocie do kraju był Delegatem Sił Zbrojnych na Obszar Południowo-Zachodni, potem I wiceprezesem oraz przewodniczącym Zarządu Obszaru Południowego WiN. Został aresztowany w listopadzie 1945 i skazany 3 lutego 1947 w tzw. procesie I zarządu WiN na 6 lat więzienia. Razem z nim sądzeni byli: Jan Rzepecki, Jan Szczurek-Cergowski, Marian Gołębiewski, Tadeusz Jachimek, Henryk Żuk, Kazimierz Leski, Józef Rybicki, Ludwik Muzyczka i Emilia Malessa. Po ułaskawieniu w 1947 pracował w Departamencie Budownictwa MON. Od września 1949 do sierpnia 1953 znów więziony, zrehabilitowany w sierpniu 1956.
W latach 1954–1958 pracował w Biurze Projektów Budownictwa Przemysłowego w Warszawie, między innymi przy budowie Wielkiej Krokwi w Zakopanem i przebudowie Hotelu Europejskiego w Warszawie, w latach 1956–1958 równolegle wykładał budownictwo sportowe w warszawskiej Akademii Wychowania Fizycznego. Od 1964 pracował w Instytucie Organizacji i Mechanizacji Budownictwa w Warszawie. Od 1956 przez wiele lat wchodził w skład Rady Naczelnej ZBoWiD.
Od 1973 na emeryturze. W 1988 odmówił awansu do stopnia generała brygady w stanie spoczynku.
Zmarł w Warszawie, pochowany na cmentarzu Wojskowym na Powązkach (kwatera IIC28-16-2). 

## Ordery i odznaczenia
- Krzyż Złoty Orderu Wojennego Virtuti Militari nr 70 (1944)
- Krzyż Srebrny Orderu Wojskowego Virtuti Militari nr 5159 (28 lutego 1922)[5]
- Krzyż Komandorski z Gwiazdą Orderu Odrodzenia Polski (pośmiertnie, 18 lutego 2011)[6]
- Krzyż Niepodległości (6 czerwca 1931)[7]
- Krzyż Walecznych (czterokrotnie) „za czyny męstwa i odwagi wykazane w bojach toczonych w latach 1918–1921”
- Krzyż Walecznych (czterokrotnie) „za czyny męstwa i odwagi wykazane w wojnie rozpoczętej 1 września 1939 roku”
- Złoty Krzyż Zasługi (18 lutego 1939)[8]
- Warszawski Krzyż Powstańczy (1982)[9]
- Srebrny Krzyż Zasługi (10 listopada 1928)[10]